# Couronnement de Roger II de Sicile

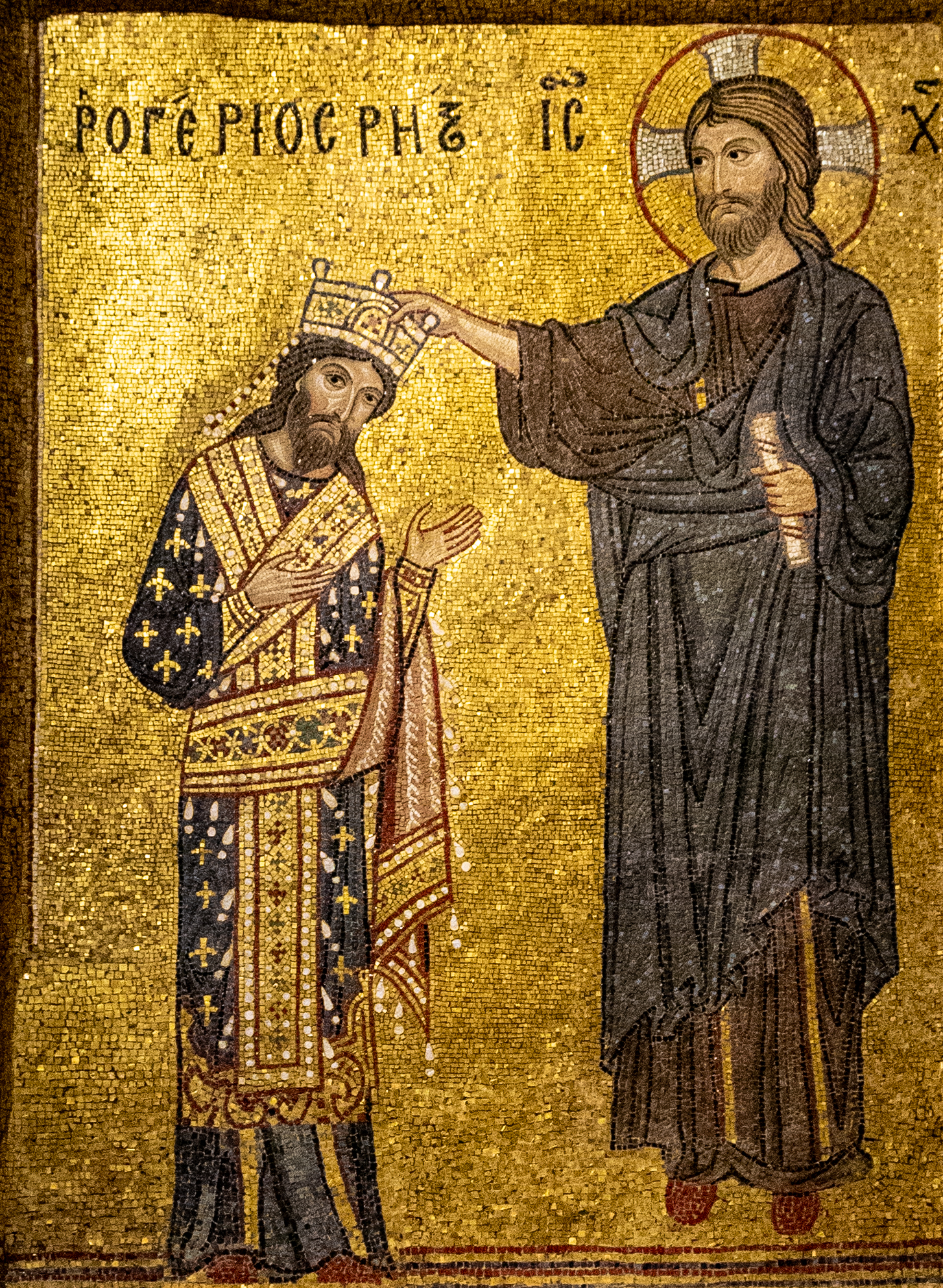
Roger II couronné par le Christ, mosaïque dans la travée de l'église de la Martorana à Palerme

Le couronnement de Roger II de Sicile est une cérémonie d'investiture qui eut lieu le 25 décembre 1130 pour marquer la fondation du royaume de Sicile. Après s'être vu reconnaitre un titre royal par l'antipape Anaclet II, le nouveau roi décide d'organiser plusieurs cérémonies d'acclamation et un couronnement, le tout afin d'assurer la légimation de son pouvoir.
La cérémonie fut perpétuée par les successeurs de Roger II.

## Histoire

### Contexte
Sur les conseils de ses proches, et notamment de son oncle Henri del Vasto, le comte de Sicile et duc d'Apulie Roger II assemble ses vassaux et les ecclésiastiques de son territoire pour que lui soit reconnu un titre royal. Avec un appui unanime, il se revendique roi de Sicile (rex en latin, ῥὴξ en grec, et malik en arabe)
Le 12 février 1130, il profite de la lutte intestine entre le pape Innocent II et l'antipape Anaclet II pour obtenir la reconnaissance de ce titre et ainsi asseoir sa légitimé sur les territoires qu'il contrôle. Bien que cet acte contredise les vieilles traditions de la diplomatie vaticane (en défaveur de la présence normande dans le sud de la péninsule), Anaclet II accepte de reconnaitre le titre royal dans un privilège du 27 septembre 1330. En échange, Roger II devait l'aider à s'établir durablement sur le trône de Saint-Pierre, verser un tribut annuel de 600 schifati et jurer hommage et fidélité à la papauté.
Révisant le privilège accordé par Anaclet, la paix de Mignano et le traité de Bénévent obtenus après plusieurs décennies de luttes, reconnaissent le titre de "roi de Sicile, du duché d'Apulie et de la principauté de Capoue".

### Cérémonie
L'ordo de la cérémonie suivait les grandes lignes des couronnements impériaux, mais moyennant quelques aménagements d'inspiration byzantines ou autres. Nous ne savons cependant pas si le couronnement de Roger II suivit ce programme.
Tout commençait par une procession du roi accompagné de tous les personnes importantes du royaume jusqu'à la cathédrale de Palerme. Une fois installé, un évêque implore Dieu pour que Son serviteur, à savoir le roi, préserve l'intérêt général. Celui-ci se dépouille alors de ses insignes royaux et, aux environs de l'autel, s'allonge en formant une croix sur le sol avec d'autres prêtres. Après s'être relevé et avoir juré d'effectuer ses tâches de protecteur de l'Église et des libertés, le roi est oint (privilège réservé à très peu de souverains) et les dignitaires lui remettent le sceptre et l'orbe, emblèmes de souveraineté de la Sicile normande. Le roi est ensuite couronné par un archevêque avant que ne soit jouée la messe du couronnement et un Te Deum.
Dans le cas de Roger II, l'onction et la consécration furent réalisées par Cosme, cardinal de Saint-Sabine et envoyé d'Anaclet II, tandis que la couronne fut supportée par le prince de Capoue Robert II. Certaines sources évoquent aussi un auto-couronnement, mais il est peu probable que ce fut le cas . Le privilège d'Anaclet permettait toutefois aux successeurs de Roger II de choisir parmi tous les archevêques de Sicile pour la réalisation de leurs futurs couronnements.

### Couronnements ultérieurs
La cérémonie de couronnement se perpétua pour les rois de Sicile. Ils étaient d'ailleurs les seuls, avec ceux de Jérusalem, de France et d'Angleterre, à être couronnés.

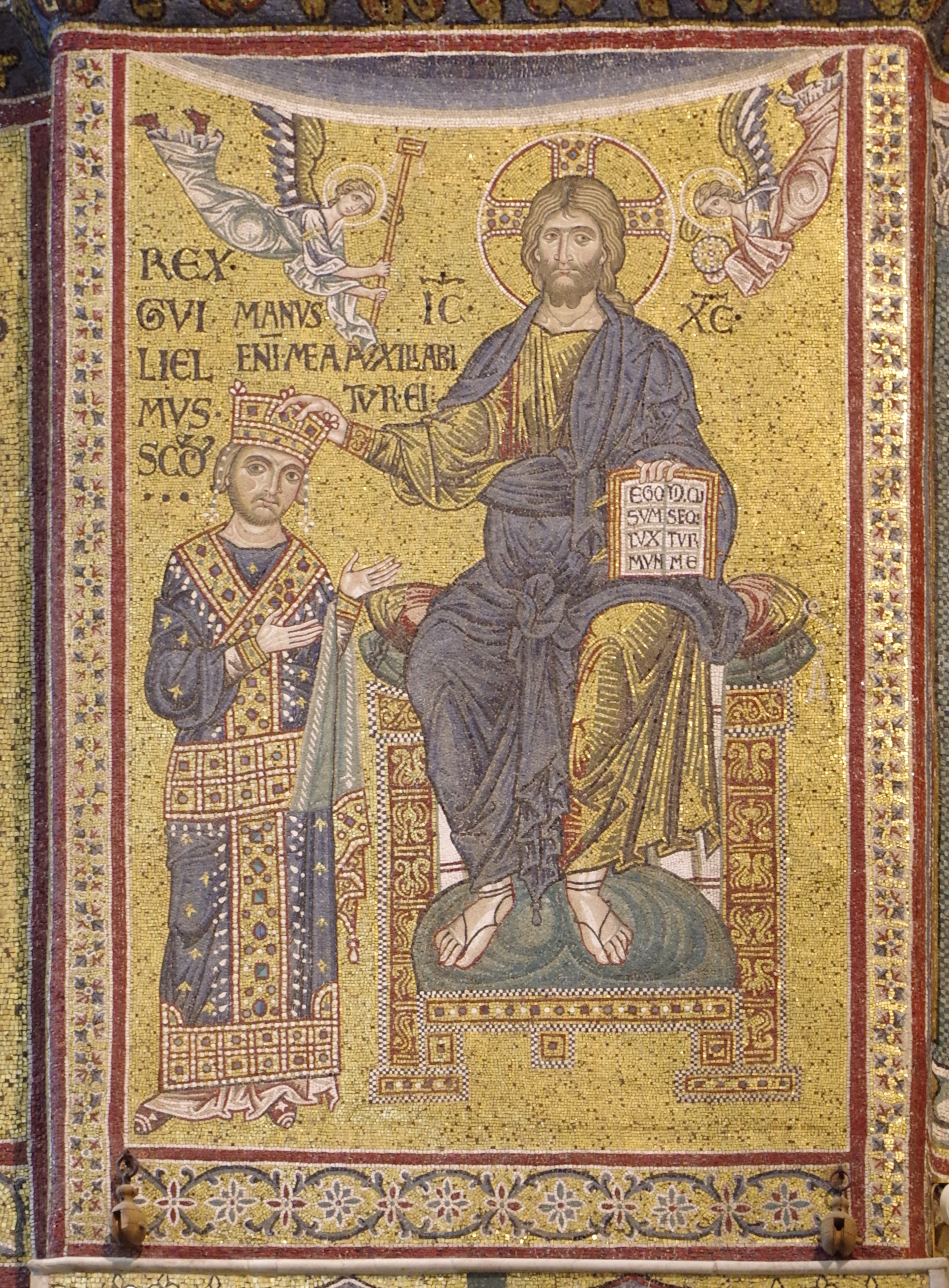
Mosaïque du couronnement de Guillaume II de Sicile, le 17 mai 1166
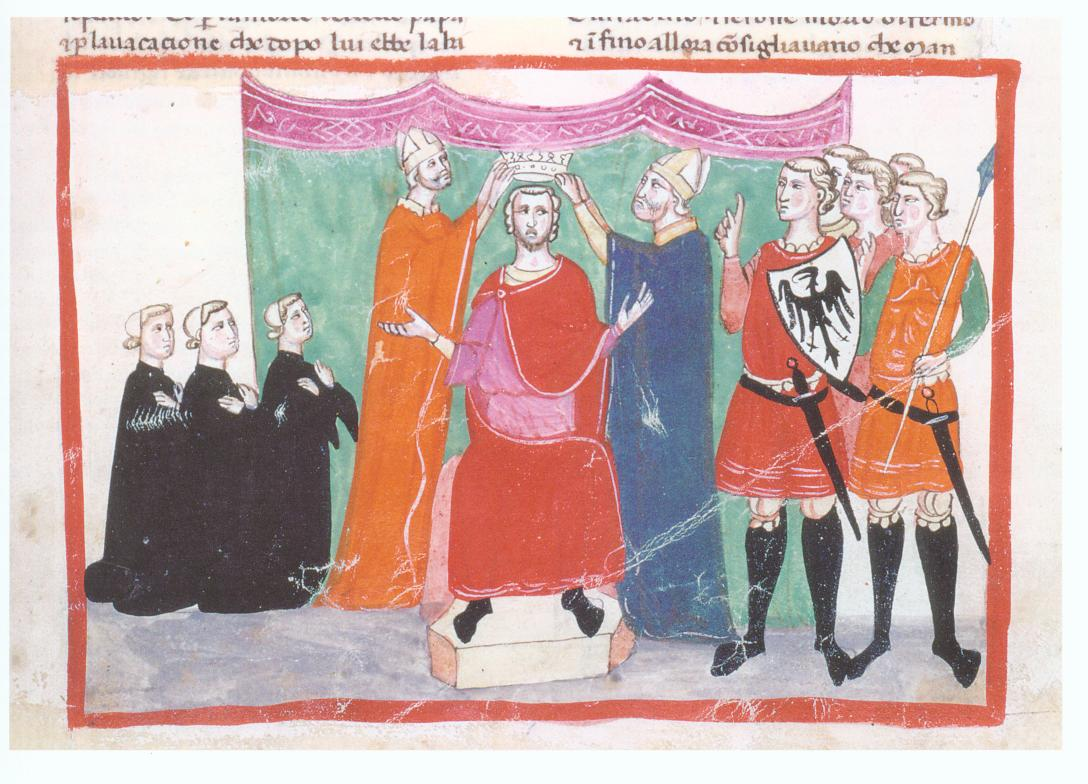
Miniature du couronnement de Manfred Ier, en 1258
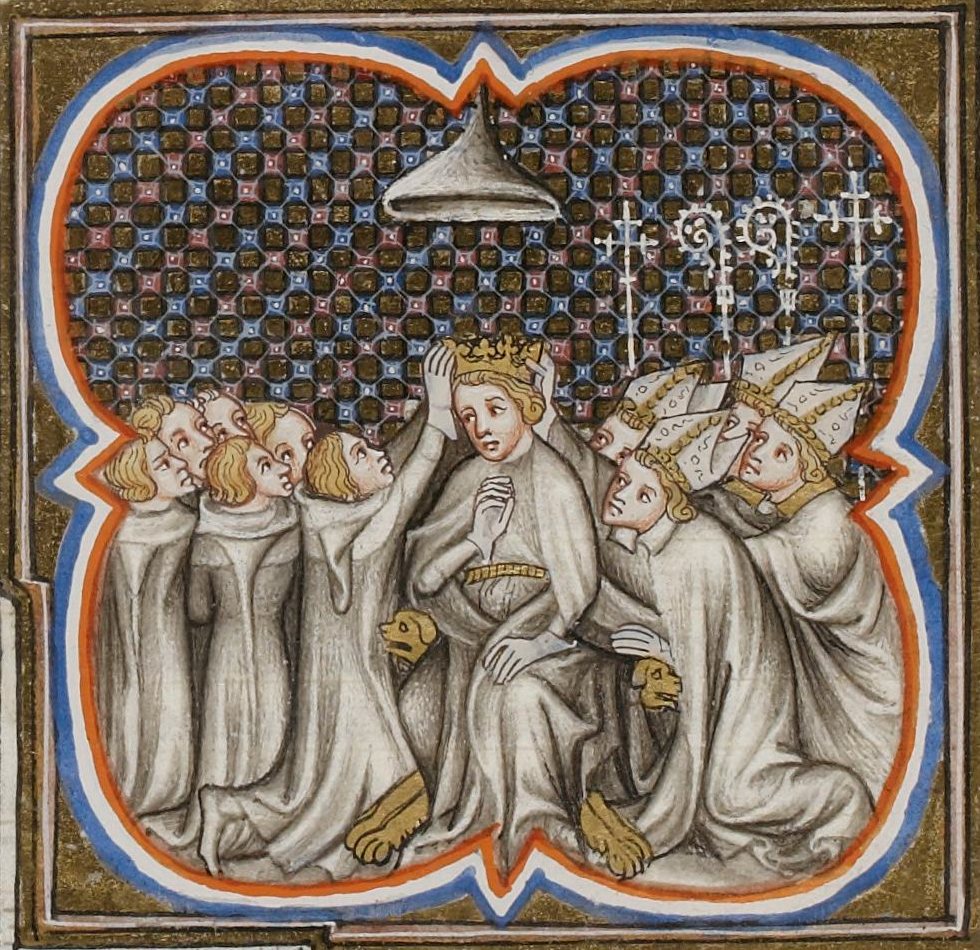
Eluminure du couronnement de Charles Ier, en 1266

## Regalia

### Couronne
Dans les mosaïques, les premiers rois de Sicile sont représentés ceints d'une couronne royale byzantine, mais il est aujourd'hui admis que ces symboles étaient surtout utilisés comme moyen de représentation du leur pouvoir. Il ne semble pas exister de sources décrivant précisément à quoi ressemblait les couronnes véritablement utilisées.

### Manteau

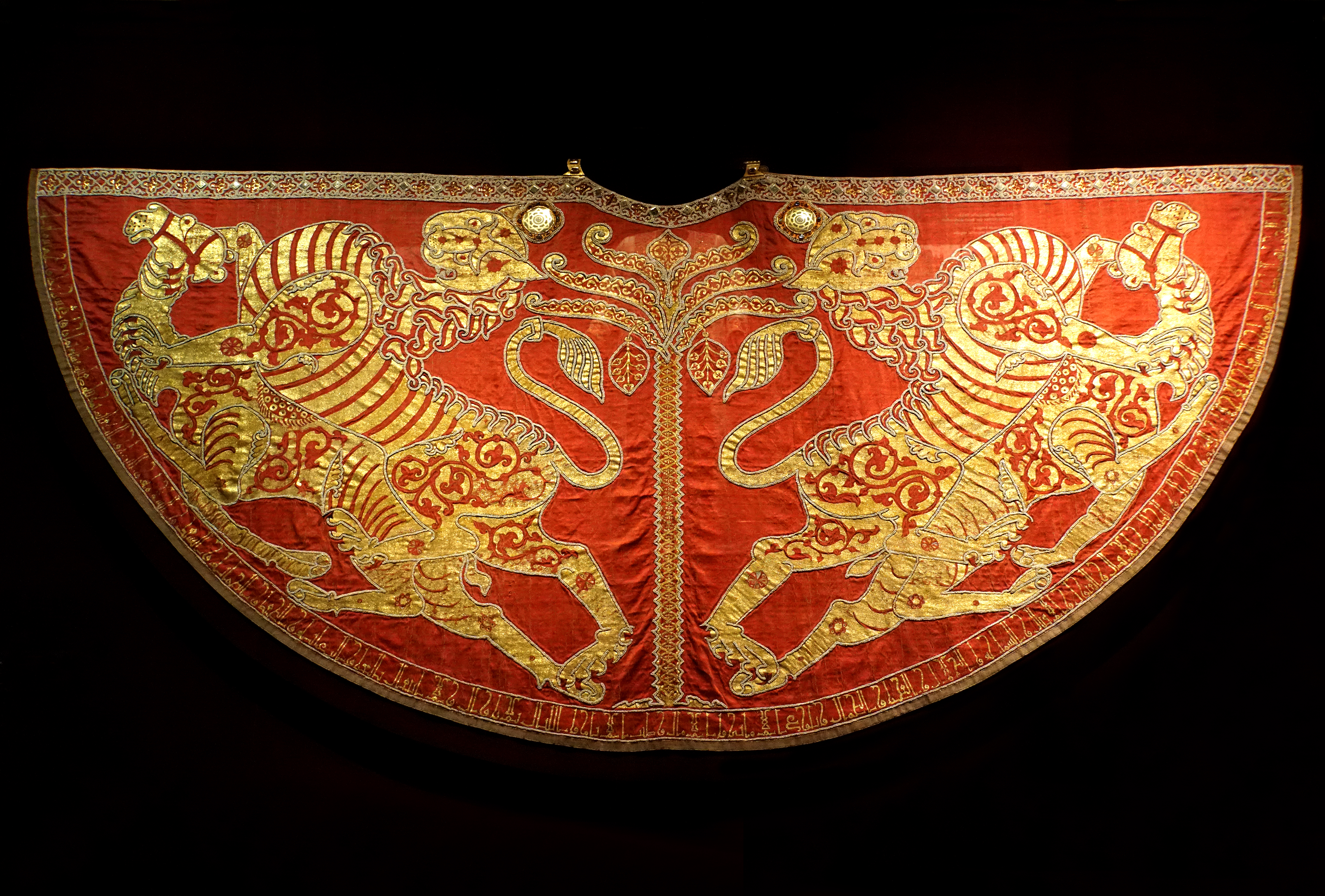
Manteau de couronnement des successeurs de Roger II sur le trône de Sicile.

Formant un demi-cercle de 345 centimètres rappelant les chapes ecclésiastiques, il est composé de soie rouge brodée d'or et d'argent semé de pierres précieuses. Il est fabriqué par la fabrique royale de Palerme entre 1133 et 1134, et n'a pu donc servir au couronnement de Roger II.
Le motif représente, en symétrie par rapport au palmier au centre, des lions attaquant des dromadaires. Certains y voient aussi une représentation du pouvoir de Roger II (représenté par le lion) combattant les sujets rebelles (le dromadaire) sous le regard de l'église (l'arbre). Toutefois, au vu de ce motif incohérent avec le symbole royal habituel de la Sicile, c'est-à-dire l'aigle, certains estiment qu'il a en réalité appartenu au grand-amiral Georges d'Antioche
Il porte une inscription en calligraphie kufi qui signifie « Ceci a été fabriqué par l'Atelier Royal, qui a prospéré avec bonheur et honneur, avec zèle et perfection, avec puissance et mérite, avec son approbation et sa prospérité, avec magnanimité et élévation, avec gloire et beauté, ainsi qu'avec l'accomplissement des désirs et des espoirs de jours et nuits heureux, persistants et invariables, d'honneur et de prudence, de sauvegarde et de protection, de succès et de sécurité, de triomphe de efficacité. Dans la capitale de Sicile, en 528 » (l'année est ici celle du calendrier hégirien, et se rapporte donc à l'année 1133 du calendrier grégorien) 
Ce manteau est surtout connu pour l'usage qu'en fit l'empereur Frédéric II, qui se fit couronner empereur du Saint-Empire dans le manteau de son grand-père. Cet usage postérieur fait, qu'aujourd'hui, ce manteau est conservé au Kunsthistorisches Museum de Vienne